# Сент-Томас (округа, Ямайка)
Сент-Томас  (англ. Saint Thomas Parish, ям. креол Sin Tamas Parish) — округа (парафія), розташована в південно - східній частині острова Ямайка. Входить до складу неофіційного графства Суррей. На заході межує з Сент-Ендрю і Портлендом на півночі. Межує з Карибським морем на півдні і сході.
Столиця — містечко Морант-Бей.

## Економіка
В окрузі Сент-Томас вирощують цукрову тростину та банани для експорту. Деякі фермери вирощують місцеві фрукти.